# بالوان
بالوان (به لاتین: Baluan) یک کوه در پاپوآ گینه نو است که در Papua New Guinea, Admiralty Islands واقع شده‌است. بالوان ۲۵۴ متر بالاتر از سطح دریا واقع شده‌است.